# 連音 (節奏)

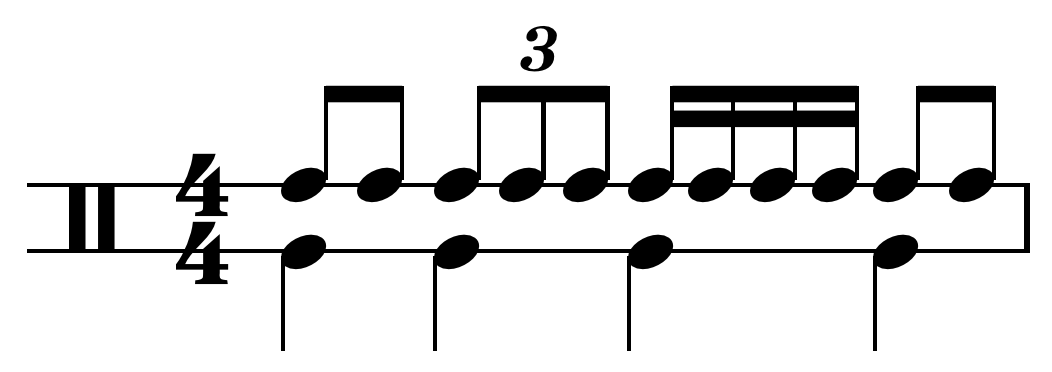
第三至第五個音符為三連音：

連音（英語：tuplet），為在指定的節拍中加以分拆或結合而成的音符組合，包括三連音和二連音。標記方法為加上數字或比例，以指出對固有節拍的改變，有時亦會用向下的中括號或連結線標出連音的範圍。

## 術語
英語Tuplet源於後綴的誤用，從Quintu(s)-(u)plet和Sextu(s)-(u)plet等取出。其餘代替此字的有：Irrational rhythm、Artificial division、Irregular rhythm、Irregular rhythmic groupings等。

## 常見連音
三連音是最常見的連音，在兩拍中加上三個音符，使得每個音符長度為 2/3 拍。
一長一短的音也可以為三連音，如一個四分音符和一個八分音符，長音的長度為 2/3 拍，短音為 1/3 拍。

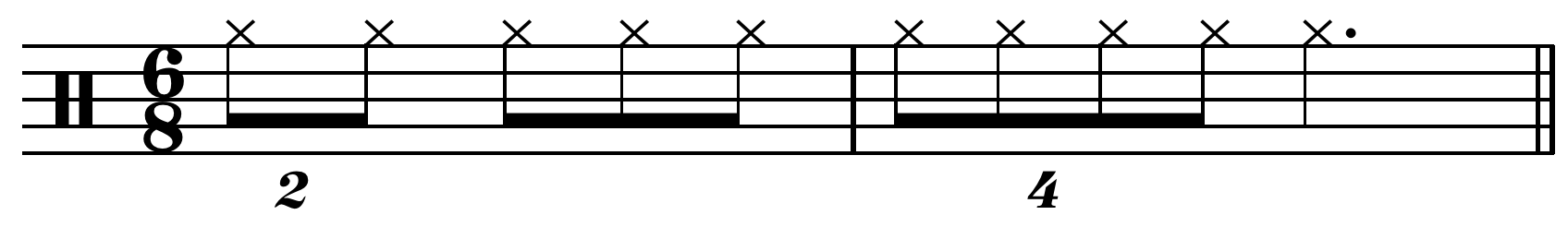
首兩個音為二連音

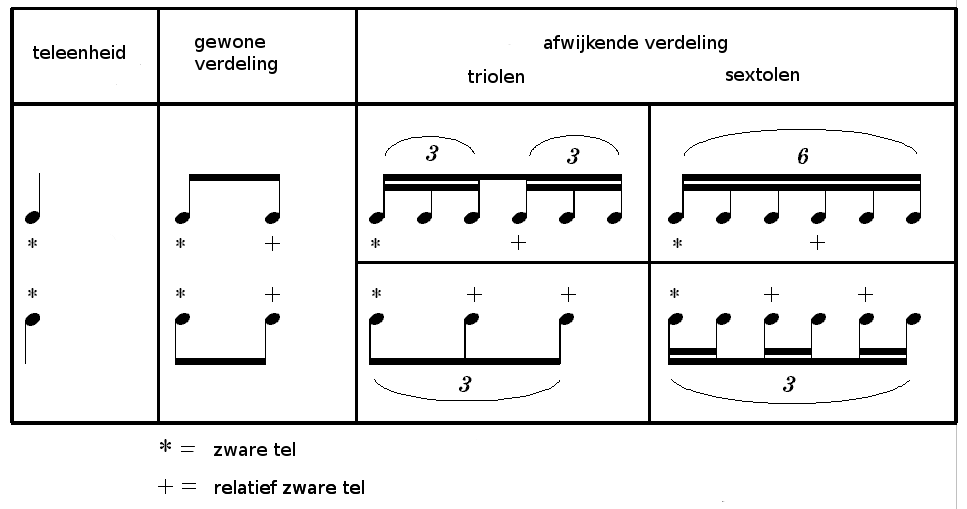

在複拍子中，二連音可以看成兩個附點音符，每個音帶3/2拍，惟使用二連音或四連音比連續使用附點音符更常見。
通常標示連音只會簡單地標上數字，但這方法有時會引起誤會。如七連音可以由四拍、六拍分拆而來或由八拍結合而來。為了有效分辨它們，會分別以7:4、7:6、7:8表示，前者為音符數目，後者為節拍數目。
另外，一個六連音可以看成兩個連續的三連音（重音在第一、四個音）或每兩個音為一組的一個三連音（重音在一、三、五個音），因此在有可能引起誤會時應小心標記。
虛線連音
由西方傳入，顧名思義這種連音以虛線表達，但不同的是使用樂器演奏並無改變，改變的是跟着音樂唱歌的人，當唱到虛線連音的部分，歌手便要把那個歌詞連續數個音符(高低音)連起來唱(英、中亦可)。

## 用處
因不同長度的音符只帶有二分關係，連音可以用以構造特別的旋律。它也可以在特定的時間內加上更多的音符或減少一些音符，造成速度的改變。有時候連音標誌着樂曲的旋律較為自由，該部分可供演奏家作演繹之用，加強樂曲美感（見夜曲Op. 9 (蕭邦)）。